# Heroes in the Sky
Heroes in the Sky ist ein kostenloses Massive-Multiplayer-Online-Game, das zunächst im Dezember 2008 in Japan und im Juli 2009 in Korea erschien. Entwickelt wurde das Videospiel von dem koreanischen Entwicklerstudio GameUS. Offizieller Release in Deutschland war der 4. Dezember 2009.
Nach mehrfachen Konflikten und Verspätungen der angekündigten Updates seitens des in Europa zuständigen Publishers Gamigo, beendete der Inhaber und Gamemaster Jay, welcher in Europa die Rechte des Spieles besitzt, Anfang 2012 die Zusammenarbeit, lediglich das bisherige Datenbanksystem lief weiterhin noch über Gamigo. Angesichts der nun zwei voneinander unabhängigen Datenbanken wurde im Login-Fenster des Spiels eine Möglichkeit eingebaut, sich sowohl mit neu angelegten als auch alten Accounts von Gamigo einzuloggen.
Am 21. November 2013 gab Gamigo per E-Mail allen Accountbesitzern bekannt, den Betrieb von Heroes in the Sky zum 3. Dezember 2013 einzustellen. Es wurde jedoch die Möglichkeit angeboten, seinen Account auf die Server von GameUS zu transferieren.

## Inhalt
Die Thematik des Spiels dreht sich um die Luftkämpfe im Zweiten Weltkrieg. In der Rolle eines Piloten beginnt der Spieler, in den Wirren des Zweiten Weltkrieges über historischen Schauplätzen verschiedene Missionen alleine oder mit anderen Spielern zu absolvieren. Es besteht die Möglichkeit, Bauteile am Flugzeug zu verbessern, sowie die eigene Flugzeugflotte zu erweitern.

### Fraktionen
Zwei Fraktionen mit jeweils drei Ländernationen und unterschiedlichen Flugzeugtypen pro Seite bilden die Grundlage für Heroes in the Sky.
Die Achsenmächte unterteilen sich in Deutschland, Japan und Italien, während auf Seite der Alliierten England, die Vereinigten Staaten und Russland sind. Die Flugzeuge unterscheiden sich durch Wendigkeit, Schnelligkeit oder Angriffs- und Verteidigungsstärke. Durch zusätzliches „Tuning“ besteht außerdem die Möglichkeit, sein eigenes Flugzeug individuell zu verbessern.

## PvP (Player versus Player)
Das Spiel besitzt unterschiedliche PvP-Mehrspieler-Alternativen.

### Direktes PvP
Direktes PvP findet unter maximal 16 Spielern statt, die sich in zwei Teams aufteilen. Die Fraktionen können dabei gemischt werden. Hierbei gibt es verschiedene Fluglandschaften und Einstellungsmöglichkeiten (Team Deathmatch, Jeder gegen Jeden oder Last Man Standing).

### Luftkampf
Im Luftkampf können die Fraktionen gegeneinander antreten und über historischen Schauplätzen wie z. B. Pearl Harbor kämpfen. Zusätzlich hat jede Fraktion noch bestimmte Aufgaben wie das Verteidigen von Gebäuden oder die Zerstörung einzelner Objekte. Die Aufgaben unterscheiden sich von Szenario zu Szenario.

### Angriffskrieg
Auf zwei großen Landkarten (Pazifik und Europa) müssen verschiedene Länderpunkte eingenommen oder verteidigt werden. Hierbei wird ebenfalls über historischen Schlachtfeldern gekämpft. Heimatbasen wie Japan oder UdSSR können nicht eingenommen werden und dienen als letzte Rückzugsmöglichkeit oder als Ausgangspunkt für neue Angriffe. Bis zu 38 Spieler können pro Runde an einem Kampf teilnehmen. Dabei kann ein Spieler den Posten des Kommandeurs in der Schlacht einnehmen. Dieser kann aktiv teilnehmen oder mit Hilfe einer Übersichtskarte einzelnen Spielergruppen direkte Befehle übermitteln. Gewinn oder Niederlage wirken sich auf das gesamte Spiel aus, da z. B. die unterlegene Seite erhöhte Kosten hat, während die siegreiche Fraktion weniger Kosten trägt.

### Raid-System
Im Raid können bis zu 16 Spieler teilnehmen. Ziel ist es, gemeinsam über verschiedene Missionen zum Endgegner zu gelangen und diesen zu besiegen. Ziel ist es, eines der Veteranitems zu erlangen.
Ein internes Rankingsystem, welches täglich aktualisiert wird, ist für den Bereich PvP und PVE ebenfalls vorhanden.

## PvE (Player versus Environment)
Das PvE-System von Heroes in the Sky ist in vier Kampagnen aufgeteilt, welche jeweils 10–20 Missionen beinhalten. Nachdem jeder Abschnitt einer Kampagne erfolgreich absolviert worden ist, kann der Spieler in das nächste Gebiet vorrücken. Im PvE hat man die Möglichkeit, allein oder mit bis zu vier Spielern gleichzeitig zu fliegen. Ausnahmen bilden sogenannte Spezialmissionen, die für bis zu acht Spieler ausgelegt sind.

### Crafting-System
Durch Blaupausen, die in Missionen gefunden werden können, kann der Spieler seine Ausrüstung aufwerten. Es gibt Blaupausen, die Flugzeugkomponenten aufwerten, sowie Baupläne, die es ermöglichen, neue Ausrüstungsgegenstände und auch Flugzeuge herzustellen. Hierzu werden die Materialien verwendet, die in Missionen gesammelt wurden.

### Stützpunkt
Der Stützpunkt ist der Sammelplatz im Spiel. Von hier aus können wichtige Bereiche betreten werden. Darüber hinaus bieten hier andere Spieler in privaten Shops nützliche Gegenstände zum Verkauf an.

### Skill-System
Durch bestimmte Aufträge („Quests“) kann der Spieler Skillpunkte erlangen, die er wiederum im Hangar dazu einsetzen kann, bestimmte Fähigkeiten zu erlernen. Die Fähigkeiten sind unterschiedlich und spezialisieren sich auf Bomber, Kampfflugzeuge und Nachtjäger. Bei den Kampfflugzeugen können manche Fähigkeiten nur von „kampfstarken“ Flugzeugen benutzt werden.

### Item-Shop
Heroes in the Sky ist kostenlos zu spielen. Allerdings bietet der Item-Shop dem Spieler die Gelegenheit, hilfreiche Gegenstände für sogenannte „HiS Dollar“ zu erwerben. Außerdem gibt es hier sogenannte Premiumflugzeuge, die entweder über eine Lotterie in Form von fünf Kisten oder durch den Kauf eines Pakets erworben werden können. Das Paket beinhaltet einen Avatar, der über das eigene Flugzeug gelegt wird. Die Grundeigenschaften bleiben dabei allerdings die gleichen. Die Lotterieflugzeuge können mit einem „Upgrade Kit“ aufgewertet werden.